# Northrop (Minnesota)
Northrop es una ciudad ubicada en el condado de Martin en el estado estadounidense de Minnesota. En el Censo de 2010 tenía una población de 227 habitantes y una densidad poblacional de 592,2 personas por km².

## Geografía
Northrop se encuentra ubicada en las coordenadas 43°44′10″N 94°26′11″O / 43.73611, -94.43639. Según la Oficina del Censo de los Estados Unidos, Northrop tiene una superficie total de 0.38 km², de la cual 0.38 km² corresponden a tierra firme y (0%) 0 km² es agua.

## Demografía
Según el censo de 2010, había 227 personas residiendo en Northrop. La densidad de población era de 592,2 hab./km². De los 227 habitantes, Northrop estaba compuesto por el 96.92% blancos, el 0% eran afroamericanos, el 0% eran amerindios, el 3.08% eran asiáticos, el 0% eran isleños del Pacífico, el 0% eran de otras razas y el 0% pertenecían a dos o más razas. Del total de la población el 0% eran hispanos o latinos de cualquier raza.